# Turdus
Turdus – rodzaj ptaków z podrodziny drozdów (Turdinae) w obrębie rodziny drozdowatych (Turdidae).

## Rozmieszczenie geograficzne
Rodzaj obejmuje gatunki występujące w Eurazji, Afryce, Ameryce i Oceanii.

## Morfologia
Długość ciała 17–33 cm; masa ciała 40–175 g.

## Systematyka
Rodzaj zdefiniował w 1758 roku szwedzki przyrodnik Karol Linneusz w 10. wydaniu Systema Naturae – publikacji własnego autorstwa poświęconej systematyce zwierząt i roślin. Gatunkiem typowym jest (późniejsze oznaczenie) paszkot (T. viscivorus).

### Etymologia
- Turdus: łac. turdus ‘drozd’[7].
- Nesocichla: gr. νησος nēsos ‘wyspa’ (tj. Tristan da Cunha); κιχλη kikhlē ‘drozd’[8]. Gatunek typowy (oznaczenie monotypowe): Nesocichla eremita Gould, 1855.
- Afrocichla: łac. Afer, Afra ‘Afrykanin, afrykański’, od Africa ‘Afryka’; gr. κιχλη kikhlē ‘drozd’[9]. Gatunek typowy (oryginalne oznaczenie): Turdus olivaceus Linnaeus, 1766.

### Podział systematyczny
Do rodzaju należą następujące gatunki:

- Turdus viscivorus Linnaeus, 1758 – paszkot
- Turdus philomelos C.L. Brehm, 1831 – drozd śpiewak
- Turdus abyssinicus J.F. Gmelin, 1789 – drozd abisyński
- Turdus helleri (Mearns, 1913) – drozd białobrzuchy
- Turdus roehli Reichenow, 1905 – drozd jasnobrody
- Turdus iliacus Linnaeus, 1758 – droździk
- Turdus plebejus Cabanis, 1861 – drozd górski
- Turdus merula Linnaeus, 1758 – kos
- Turdus leucomelas Vieillot, 1818 – drozd płowo-szary
- Turdus fumigatus M.H.C. Lichtenstein, 1823 – drozd rudy
- Turdus hauxwelli Lawrence, 1869 – drozd płowy
- Turdus flavipes Vieillot, 1818 – drozd żółtonogi
- Turdus lawrencii Coues, 1880 – drozd brunatny
- Turdus murinus Salvin, 1885 – drozd myszaty
- Turdus obsoletus Lawrence, 1862 – drozd jasnobrzuchy
- Turdus albicollis Vieillot, 1818 – drozd białoszyi
- Turdus assimilis Cabanis, 1851 – drozd białogardły
- Turdus rufiventris Vieillot, 1818 – drozd rudobrzuchy
- Turdus maculirostris von Berlepsch & Taczanowski, 1884 – drozd żółtooki
- Turdus grayi Bonaparte, 1838 – drozd brązowawy
- Turdus haplochrous Todd, 1931 – drozd jednobarwny
- Turdus sanchezorum O’Neill, Lane & Naka, 2011 – drozd nadrzeczny
- Turdus nudigenis Lafresnaye, 1848 – drozd gołooki
- Turdus mandarinus Bonaparte, 1850 – drozd okopcony
- Turdus ludoviciae (Lort Philips, 1895) – drozd szarobrzuchy
- Turdus tephronotus Cabanis, 1878 – drozd okularowy
- Turdus bewsheri E. Newton, 1877 – drozd płowopierśny
- Turdus libonyana (A. Smith, 1836) – drozd szaropierśny
- Turdus menachensis Ogilvie-Grant, 1913 – drozd jemeński
- Turdus olivaceus Linnaeus, 1766 – drozd ogorzały
- Turdus smithi Bonaparte, 1850 – drozd przylądkowy
- Turdus lherminieri Lafresnaye, 1844 – drozd łuskowany
- Turdus leucops Taczanowski, 1877 – drozd jasnooki
- Turdus jamaicensis J.F. Gmelin, 1789 – drozd białooki
- Turdus swalesi (Wetmore, 1927) – drozd białowąsy
- Turdus infuscatus (Lafresnaye, 1844) – drozd czarny
- Turdus nigrescens Cabanis, 1861 – drozd smolisty
- Turdus migratorius Linnaeus, 1766 – drozd wędrowny
- Turdus rufitorques Hartlaub, 1844 – drozd rdzawoszyi
- Turdus rufopalliatus Lafresnaye, 1840 – drozd rudogrzbiety
- Turdus falcklandii Quoy & Gaimard, 1824 – drozd falklandzki
- Turdus reevei Lawrence, 1869 – drozd płowobrzuchy
- Turdus fulviventris P.L. Sclater, 1858 – drozd kordylierski
- Turdus olivater (Lafresnaye, 1848) – drozd kapturowy
- Turdus chiguanco d’Orbigny, 1836 – drozd bury
- Turdus fuscater d’Orbigny, 1836 – drozd duży
- Turdus nigriceps Cabanis, 1874 – drozd stalowy
- Turdus subalaris (Seebohm, 1887) – drozd brazylijski
- Turdus serranus von Tschudi, 1844 – drozd andyjski
- Turdus eremita (Gould, 1855) – drozd plamisty
- Turdus amaurochalinus Cabanis, 1851 – drozd kremowy
- Turdus ignobilis P.L. Sclater, 1858 – drozd czarnodzioby
- Turdus arthuri (C. Chubb, 1914) – drozd gujański
- Turdus maranonicus Taczanowski, 1880 – drozd Taczanowskiego
- Turdus xanthorhynchus Salvadori, 1901 – drozd falisty
- Turdus olivaceofuscus Hartlaub, 1852 – drozd prążkobrzuchy
- Turdus aurantius J.F. Gmelin, 1789 – drozd białobrody
- Turdus ravidus (Cory, 1886) – drozd reliktowy – takson wymarły między 1938 a 1965 rokiem[11]
- Turdus plumbeus Linnaeus, 1758 – drozd karaibski
- Turdus pelios Bonaparte, 1850 – drozd żółtodzioby
- Turdus turdoides (E. Hartert, 1896) – droździak
- Turdus niveiceps (Hellmayr, 1919) – drozd rdzawobrzuchy
- Turdus boulboul (Latham, 1790) – drozd jasnoskrzydły
- Turdus simillimus Jerdon, 1839 – drozd indyjski
- Turdus cardis Temminck, 1831 – drozd japoński
- Turdus hortulorum P.L. Sclater, 1863 – drozd szarogrzbiety
- Turdus dissimilis Blyth, 1847 – drozd czarnopierśny
- Turdus unicolor Tickell, 1833 – drozd śniady
- Turdus obscurus J.F. Gmelin, 1789 – drozd oliwkowy
- Turdus feae (Salvadori, 1887) – drozd szaroboczny
- Turdus celaenops Stejneger, 1887 – drozd czarnogłowy
- Turdus chrysolaus Temminck, 1832 – drozd kurylski
- Turdus pallidus J.F. Gmelin, 1789 – drozd blady
- Turdus mindorensis Ogilvie-Grant, 1896 – drozd mindorski
- Turdus thomassoni (Seebohm, 1896) – drozd luzoński
- Turdus nigrorum Ogilvie-Grant, 1896 – drozd filipiński
- Turdus erythropleurus Sharpe, 1887 – drozd szarogardły
- Turdus schlegelii P.L. Sclater,, 1861 – drozd timorski
- Turdus javanicus Horsfield, 1821 – drozd sundajski
- Turdus deningeri Stresemann, 1912 – drozd molucki
- Turdus papuensis (De Vis, 1890) – drozd papuaski
- Turdus heinrothi Rothschild & E. Hartert, 1924 – drozd czarnobrązow
- Turdus bougainvillei Mayr, 1941 – drozd mroczny
- Turdus kulambangrae Mayr, 1941 – drozd żałobny
- Turdus vanikorensis Quoy & Gaimard, 1830 – drozd melanezyjski
- Turdus poliocephalus Latham, 1801 – drozd wyspowy
- Turdus kessleri (Przevalski, 1876) – drozd jasnogrzbiety
- Turdus maximus (Seebohm, 1881) – drozd himalajski
- Turdus pilaris Linnaeus, 1758 – kwiczoł
- Turdus albocinctus Royle, 1840 – drozd białowstęgi
- Turdus rubrocanus J.E. Gray & G.R. Gray, 1847 – drozd kasztanowaty
- Turdus torquatus Linnaeus, 1758 – drozd obrożny
- Turdus naumanni Temminck, 1820 – drozd rdzawy
- Turdus eunomus Temminck, 1831 – drozd rdzawoskrzydły
- Turdus atrogularis Jarocki, 1819 – drozd czarnogardły
- Turdus ruficollis Pallas, 1776 – drozd rdzawogardły